# The Easter Bunny
The Easter Bunny is de tweeëntwintigste aflevering van het tiende seizoen van het tienerdrama Beverly Hills, 90210, die voor het eerst werden uitgezonden op 5 april 2000.

## Plot
Donna heeft het steeds moeilijker als zij David en Camille samen ziet en baalt er steeds meer van dat zij nog alleen is. Donna heeft het idee om online te gaan met haar winkel en via David komt zij in contact met Mitch die haar kan helpen met dit op te zetten. Vanwege de investering die gedaan moet worden trekt Donna zich terug, Camille die hier enthousiast over is wil zich hier niet bij neer leggen. Camille gaat naar Dylan en vraagt hem om te investeren in de online winkel van haar en Donna en verrast Donna hiermee. Donna laat zich overhalen en gaat hiermee door, David is hier niet blij mee en dit is meer uit jaloersheid. Dit zet hun relatie zwaar onder druk en Mitch ziet wel wat in Donna en laat dit ook merken.
Kelly merkt aan Matt dat er iets aan de hand is en hoort hem uit. Matt biecht dan uiteindelijk op dat hij onder invloed is geraakt doordat iemand in zijn drankje lsd heeft gedaan maar durft niet op te biechten wat er die nacht daarna is gebeurd. Kelly vertrouwt het niet en denkt dat Matt nog iets verzwijgt en vraagt Dylan wat er in het weekend is gebeurd, maar die verraadt Matt ook niet. Ondertussen zijn zij druk bezig met hun aanstaande huwelijk en waar zij het willen houden.
Steve en Janet passen op de hond van de ouders van Janet en gaan op bezoek bij de buren waar zij kennismaken met de familie Gunderson. De dochter van de buren laat hun haar nieuwe konijn zien en de hond heeft daar wel interesse in. Als Steve verteld dat hij eigenaar is van een sensatiekrant dan merkt hij dat zijn buren daar hun neus voor ophalen en vindt dan de buren maar snobs. Steve en Janet zitten te praten in de keuken als de hond binnenkomt met een dood konijn in zijn mond en denken dan dat de hond het konijn heeft vermoord en weten niet wat zij nu moeten doen. Steve krijgt een briljant idee om een nieuw konijn te kopen en deze dan laten voordoen als het konijn van de buren. Steve wil het nieuwe konijn ’s nachts terugbrengen door hem stiekem in zijn hok te doen bij de buren en als hij door de tuin sluipt hoort hij zijn buren praten, zij hebben het over Madeleine en Steve hoort hen praten dat hun kind veel slimmer is dan Madeleine. Dit maakt Steve boos en vindt zijn buren steeds meer irritanter. De volgende dag gaan zij weer naar hun buren voor een feestje en horen dan van hun dat hun konijn uit de dood is verrezen, het blijkt dat hun konijn was gestikt in een wortel en zij hebben toen het konijn begraven. Steve snapt hoe de vork in de steel zit, de hond heeft het konijn toen opgegraven uit zijn graf.
Noah is nog steeds bij Ellen en wil haar helpen, hij regelt een baan voor Ellen. Ellen kan deze druk niet aan en na één dag daar gewerkt te hebben besluit zij om niet meer terug te gaan, dit snapt Noah niet en weet niet hoe hij nog kan helpen.

## Rolverdeling
- Jennie Garth - Kelly Taylor
- Ian Ziering - Steve Sanders
- Brian Austin Green - David Silver
- Tori Spelling - Donna Martin
- Luke Perry - Dylan McKay
- Joe E. Tata - Nat Bussichio
- Lindsay Price - Janet Sosna
- Daniel Cosgrove - Matt Durning
- Vincent Young - Noah Hunter
- Josie Davis - Camille Desmond
- Heidi Lenhart - Ellen
- Mark Collier - Mitch Field
- Sunny Doench - mevr. Gunderson
- Jamison Jones - Booth Gunderson
- Brittney Lee Harvey - June Gunderson